# Luz Clara Vázquez
Luz Clara Vázquez (Villa Gesell, Buenos Aires, 2 de septiembre de 1988) es una luchadora de artes marciales mixtas (MMA) y exluchadora libre olímpica argentina.

## Inicios
Luz Clara Vázquez es una atleta argentina que actualmente práctica MMA. Nació en Villa Gesell, Argentina, el 2 de septiembre de 1988, y comenzó a practicar artes marciales a los 5 años en el gimnasio en la esquina de su casa, con la ayuda de su padre. Desde entonces ha practicado una gran variedad de deportes de contacto como Kick Boxing, Taekwondo ITF, Boxeo, Sipalki y Judo.

## MMA
Más recientemente, Vázquez ha incursionado en las MMA, con un récord de 3 victorias y 0 derrotas. Es común que los atletas de artes marciales prueben suerte en las MMA, ya que les permite poner a prueba sus habilidades en una variedad de áreas diferentes. Sin embargo, no todos los atletas tienen éxito en las MMA,[¿según quién?] lo que destacaría que Luz Clara Vázquez haya ganado sus primeras tres peleas.[cita requerida]
En su última pelea en noviembre de 2022, se enfrentó a Núbia Nascimento en Empire MMA 3, logrando una victoria por detención médica en el segundo asalto. En Xtreme Cage Fight 2 en octubre de 2017, venció a Alicia Ayala Andino con un rear naked choke en el segundo asalto. En Warriors MMA Fighting Championship en mayo de 2010, se enfrentó a Mónica León y ganó por armbar en el primer asalto. 

### Record[2]
- Núbia Nascimento 8-9-1  Win · Medical Stoppage · 4:47 · R2  Empire MMA 3  2022.11.19
- Alicia Ayala Andino 2-1-0  Win · Rear Naked Choke · 2:31 · R2  Xtreme Cage Fight 2  2017.10.28
- Monica Leon 0-0-0  Win · Arm Bar · 1:07 · R1  Warriors MMA Fighting Championship  2010.05.22

## Lucha Olímpica
En 2005, apenas seis meses después de haber comenzado en la lucha olímpica, ganó el Panamericano de Cadetes en Santiago de Chile, lo que la motivó a seguir en este deporte. Entre sus logros más destacados se encuentra la medalla de bronce en los Juegos Panamericanos de Guadalajara en 2011. También ha participado en múltiples competencias internacionales, incluyendo el Campeonatos Panamericanos, torneos Gran Prix y Juegos Panamericanos, entre otros. Ha representado a Argentina en el Campeonato Mundial de Lucha en varias ocasiones.

### Logros destacados en la Lucha Olímpica[3]
| Year | Competition                          | Style            | Age Group | Weight Class | Country | Rank |
| 2021 | Pan American Championship            | Female wrestling | Seniors   | 68.0         | ARG     | 3.   |
| 2021 | Dan Kolov - Nikola Petrov Tournament | Female wrestling | Seniors   | 68.0         | ARG     | 3.   |
| 2021 | Grand Prix de France Henri Deglane   | Female wrestling | Seniors   | 68.0         | ARG     | 3.   |
| 2020 | Olympic Qualification Tournament     | Female wrestling | Seniors   | 68.0         | ARG     | 3.   |
| 2015 | Torneo Citta a Sassari               | Female wrestling | Seniors   | 69.0         | ARG     | 1.   |
| 2015 | Pan American Championship            | Female wrestling | Seniors   | 69.0         | ARG     | 2.   |
| 2015 | Klippan Lady Open                    | Female wrestling | Seniors   | 69.0         | ARG     | 2.   |
| 2015 | Dave Schultz Memorial International  | Female wrestling | Seniors   | 69.0         | ARG     | 3.   |
| 2014 | South American Games                 | Female wrestling | Seniors   | 63.0         | ARG     | 3.   |
| 2014 | Granma Cup                           | Female wrestling | Seniors   | 63.0         | ARG     | 2.   |
| 2013 | Nordhagen Classics                   | Female wrestling | Seniors   | 63.0         | ARG     | 3.   |
| 2013 | South American Championship          | Female wrestling | Seniors   | 67.0         | ARG     | 1.   |
| 2013 | Cerro Pelado International           | Female wrestling | Seniors   | 67.0         | ARG     | 3.   |
| 2012 | South American Championship          | Female wrestling | Seniors   | 67.0         | ARG     | 1.   |
| 2012 | Olympic Qualification Tournament     | Female wrestling | Seniors   | 63.0         | ARG     | 3.   |
| 2011 | South American Championship          | Female wrestling | Seniors   | 67.0         | ARG     | 1.   |
| 2011 | Pan American Games                   | Female wrestling | Seniors   | 63.0         | ARG     | 3.   |
| 2011 | Grand Prix of Spain                  | Female wrestling | Seniors   | 63.0         | ARG     | 1.   |
| 2011 | Klippan Lady Open                    | Female wrestling | Seniors   | 63.0         | ARG     | 3.   |
| 2007 | Pan American Championship            | Female wrestling | Juniors   | 63.0         | ARG     | 3.   |
| 2006 | South American Games                 | Female Wrestling | Senior    | 63.0         | ARG     | 3.   |
| 2006 | Pan American Championship            | Female wrestling | Juniors   | 67.0         | ARG     | 2.   |
| 2005 | Pan American Championship            | Female wrestling | Cadets    | 70.0         | ARG     | 1.   |

### Premios
Luz Clara Vazquez ha recibido múltiples reconocimientos a lo largo de su destacada carrera deportiva. En 2006, fue galardonada con el Premio Revelación Clarín Lucha y el Olimpia de Plata en la categoría de Lucha. En 2007, recibió el premio Mujeres Innovadoras de la Cámara de Senadores de la Provincia de Buenos Aires y el premio Santa Teresa de Jesús en la categoría de deporte otorgado por la Municipalidad de Lanús. En 2011, nuevamente recibió el Olimpia de Plata en la categoría de Lucha. También ha sido nominada varias veces para el Olimpia de Plata en la categoría de Lucha en 2007, 2012 y 2013.[cita requerida]
Además, en reconocimiento a su medalla en los Juegos Panamericanos de Guadalajara en 2011, Luz fue declarada Personalidad Destacada del Municipio de Villa Gesell.[cita requerida]